# Фостер, Джек
Джон "Джек" Чарльз Фостер (англ. John ("Jack") Charles Foster) (23 мая 1932, Ливерпуль, Англия — 21 января 2004, Роторуа, Новая Зеландия) — новозеландский легкоатлет и марафонец. Представлял Новую Зеландию в марафонском беге среди мужчин на двух Летних Олимпийских Играх в 1972 и 1976 годах. Обладатель действующих национальных рекордов Новой Зеландии 25 000 метров и 30 000 метров.

## Биография
Родился в рабочей семье в Ливерпуле. В 1939 году, когда ему было семь лет, отец умер от туберкулёза и сразу началась война. Всю жизнь Джек Фостер потом вспоминал голодные годы в это время. В подростковом возрасте (14-18 лет) совершал длительные велопрогулки, до 150 миль. Окончив школу в 14 лет, был вынужден пойти работать на завод, где проработал 10 лет. В 24 года впервые приехал в Новую Зеландию, потом вернулся в Англию, женился, и только через 5 лет эмигрировал в Новую Зеландию. Родилось четверо детей. И в 32 года впервые вышел на пробежку рядом со своим домом, что стало началом его спортивной карьеры и рекордов.

## Тренировки
Бегал по холмам, перепрыгивая через заборы; крайне редко по дорогам. Объём бега составлял в среднем 80 миль/неделя. Обычная тренировка длилась 3 часа бега. Сторонился тренеров и графиков, бегал без периодизации. "Бег одно из удовольствий в моей жизни, это то что я с нетерпением жду после работы" - говорил Джек Фостер, в одном из своих интервью. В своей книге "Сказки Древнего Марафонца" (Tale of the Ancient Marathoner), он писал: "у действительно здорового человека более высокое качество жизни".

## Личные рекорды
3 мили = 14:10 (1965)
6 миль = 28:36 (1971)
25 000 метров = 1:16:19 (1971) - национальный рекорд.
30 000 метров = 1:32:19 (1971) - национальный рекорд.
марафон = 2:11:19 (1974)

## Спортивная карьера
В 1964 году, в 32 года, с 7-минутной пробежки, начал заниматься бегом.
В 1966 году с результатом 2:27:50 занял 2-е место на марафоне в Роторуа, это был его первый марафон.
В 1969 году с результатом 2:19:02 занял 3-е место на Канадском международном марафоне в Торонто, это был его первый зарубежный марафон.
В 1970 году с результатом 2:14:44 занял 4 место на Играх Содружества в Эдинбурге, где представлял Новую Зеландию. С результатом 2:16:23 выигрывает Канадский международный марафон в Торонто. С результатом 2:12:17 занял 4 место на Фукуокском марафоне. И ещё выигрывает марафон в Роторуа.
В 1971 году становится третьим на Афинском классическом марафоне и Фукуокском марафоне.
15 августа 1971 года Фостер на стадионе Porritt в Гамильтон установил мировой рекорд на 20 000 метров, а также устанавливает рекорды Новой Зеландии на 15 миль, 25 000 метров и 30 000 метров. После, он записал в своём тренировочном дневнике: "80 кровавых кругов, для этого надо быть глупцом, но три новозеландских рекорда и один мировой, неплохо для старого мудака".
В 1972 году побеждает на марафоне в Роторуа, и едет на XX летние Олимпийские игры, где с результатом 2:16:56 занял 8-е место.
В 1973 году выигрывает марафон в Киото с результатом 2:14:53, и занимает 2 место в Чемпионате Новой Зеландии в городе Крайстчерч, который проводился и как марафон Игр Содружества. В 1973 году награждён кубком Олимпийского комитета Новой Зеландии за наиболее выдающиеся показатели в олимпийском виде спорта в этом году.
31 января 1974 года 41-летний Фостер провел самый запоминающийся и лучший марафон у себя дома в Крайстчерче на Играх Содружества. На Игры Содружества приехал 25-летний марафонец из Великобритании Ян Томпсон. Ян Томпсон, квалифицировался на Игры Содружества своим первым марафоном, всего лишь за три месяца до этого. 27 октября 1973 года с результатом 2:12:40 он дебютировал на марафоне выиграв марафон ААА (Любительской Ассоциации Лёгкой Атлетики Англии), до этого ни разу в жизни не пробежав ничего длиннее 10 миль. С самого начала эти два бегуна, Фостер и Ян Томпсон, под оглушительный рёв болельщиков устроили страшное противостояние навязав друг другу сильнейший темп. В итоге Ян Томпсон, полностью измотав Фостера, побеждает. Фостер становится вторым с результатом 2:11:47, установив мировой рекорд для возраста 41 год. Ян Томпсон выигрывает золотую медаль с результатом 2:09:12, установив до сих пор непобитый рекорд и Британии и Игр Содружества, также он пробежал на 39 секунд медленнее действующего на тот момент мирового рекорда (2:08:34). Также оба установили свои личные рекорды, которые они больше никогда не превзойдут. Ян Томпсон, ещё пробежит множество марафонов, но его лучшие результаты будут между 2:12 и 2:15.
Через шесть месяцев Фостер в Лос-Анджелесе выигрывает марафон в США с результатом 2:18:24, и через неделю Гонолулу марафон на Гавайях с результатом 2:17:24.
В 1976 году с результатом 2:17:53 занял 17-е место на XXI летних Олимпийских играх в Монреале, Канада. До этого выигрывает марафон в Окленде с результатом 2:16:27
В 1982 году на марафоне в Окленде Фостер установил мировой рекорд для возрастной группы 50-54 став 10-м с результатом 2:20:28. После финиша Фостер, сказал, что мировой рекорд его не беспокоил, задача в тот день была стать первым 50-летним в мире выбежавшим из 2:20.
Фостер, уже подводя итог своей карьере, сказал: "Чего я достиг, как бегун, возможно, вдохновил других 35+ летних мужчин встать и бежать. Я хотел бы так думать.".

## Смерть
В возрасте 72-х лет был сбит автомобилем насмерть возле своего дома, когда выехал на тренировку на велосипеде.